# Quatuor à cordes de Ferroud
Pour les articles homonymes, voir Quatuor à cordes (homonymie).
Le Quatuor à cordes, ou Quatuor en Ut, est une œuvre de musique de chambre de Pierre-Octave Ferroud composée entre 1934 et 1936.

## Présentation
Le Quatuor à cordes en ut majeur de Pierre-Octave Ferroud, « testament musical du compositeur », est un quatuor à cordes (pour deux violons, alto et violoncelle) composé entre 1934 et 1936, peu avant que l'auteur ne meure prématurément dans un accident d'automobile,.
L'œuvre, de plus vastes dimensions que les précédentes pages de musique de chambre de Ferroud, est dédiée à Werner Reinhart (en) et créée le 12 février 1936 à l'École normale de musique de Paris lors d'un concert de Triton, par le Quatuor Ortambert (Edgar Ortambert et Léon Temerson, violons, Albert Le Gaillard, alto, et Robert Salles, violoncelle),.
La partition est publiée en 1936 par Durand.

## Structure
Le Quatuor à cordes, d'une durée moyenne d'exécution de vingt-deux minutes environ, est en quatre mouvements :
1. Allegro risoluto, de forme sonate et caractérisé par « une grande exubérance rythmique[1] » ;
2. Scherzo vivace, scherzo « rapide et sautillant[1] » dont le « trio central prend l'aspect d'un blues[4] » ;
3. Grave sostenuto, mouvement lent qui consiste en « une passacaille construite autour de grands ostinatos de violoncelle[1] » ;
4. Allegro giusto, finale qui est « un rondo enjoué et capricieux dans lequel le refrain descend d'un demi-ton à chacune de ses réapparitions pour converger finalement vers la tonique d'ut majeur[1] ».

Claude Rostand relève que la pièce « ne fait appel qu'aux ressources naturelles de sonorités qu'offrent les instruments à cordes, renonçant ainsi délibérément à tout ce qui pourrait provoquer dans l'écriture la moindre crispation ».
Pour le musicologue Bernard Fournier, « à l'écart aussi bien du flou impressionniste que des tendances bavardes d'un certain néoclassicisme, l'œuvre se caractérise par le sérieux et la gravité du propos qui n'exclut ni la sérénité (2e thème de l'Allegro), ni le sarcasme à la Bartók (scherzo), ni même un certain lyrisme romantique (Adagio). Plus proche de Honegger que de Milhaud, de Jolivet que de Migot, l'œuvre se veut expression du moi profond plutôt que jeu de l'esprit ou moyen d'évasion ».